# Saint-Front-sur-Lémance
Saint-Front-sur-Lémance (okzitanisch: Sent Front de Lemança) ist eine französische Gemeinde mit 501 Einwohnern (Stand: 1. Januar 2022) im Département Lot-et-Garonne in der Region Nouvelle-Aquitaine (bis 2016: Aquitanien). Sie gehört zum Arrondissement Villeneuve-sur-Lot und zum Kanton Le Fumélois. 

## Geografie
Saint-Front-sur-Lémance liegt an der Lémance an der Grenze zum Département Lot, etwa 28 Kilometer nordöstlich von Villeneuve-sur-Lot. Umgeben wird Saint-Front-sur-Lémance von den Nachbargemeinden Blanquefort-sur-Briolance im Nordwesten und Norden, Sauveterre-la-Lémance im Norden und Osten, Saint-Martin-le-Redon im Südosten, Soturac und Fumel im Süden sowie Cuzorn im Südwesten und Westen.

## Bevölkerungsentwicklung
| Jahr                       | 1962 | 1968 | 1975 | 1982 | 1990 | 1999 | 2006 | 2013 | 2022 |
| -------------------------- | ---- | ---- | ---- | ---- | ---- | ---- | ---- | ---- | ---- |
| Einwohner                  | 805  | 749  | 700  | 637  | 631  | 576  | 570  | 552  | 501  |
| Quellen: Cassini und INSEE |      |      |      |      |      |      |      |      |      |

## Sehenswürdigkeiten

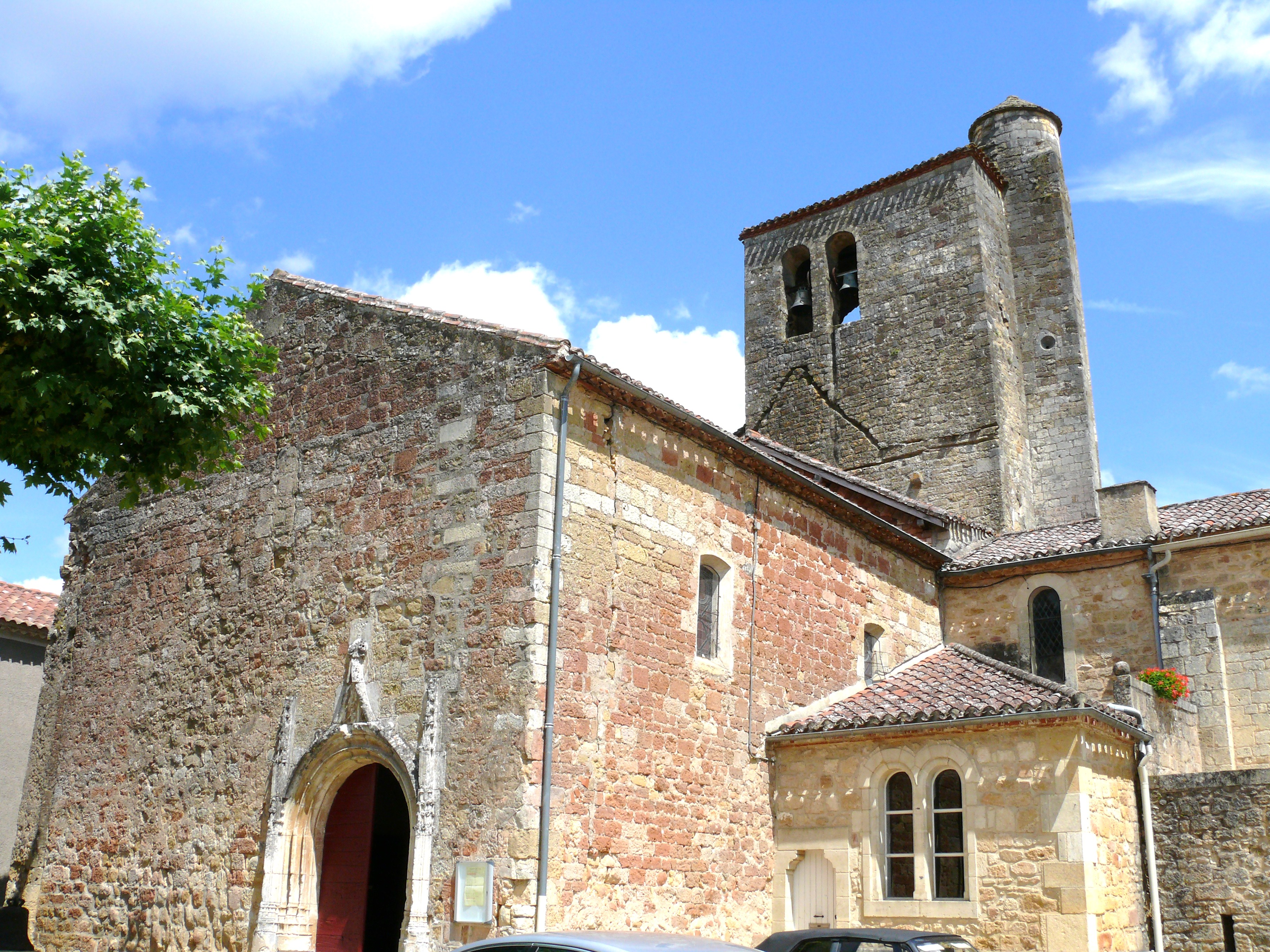
Kirche Saint-Front
- Kirche Saint-Michel
- Kirche Saint-Romain
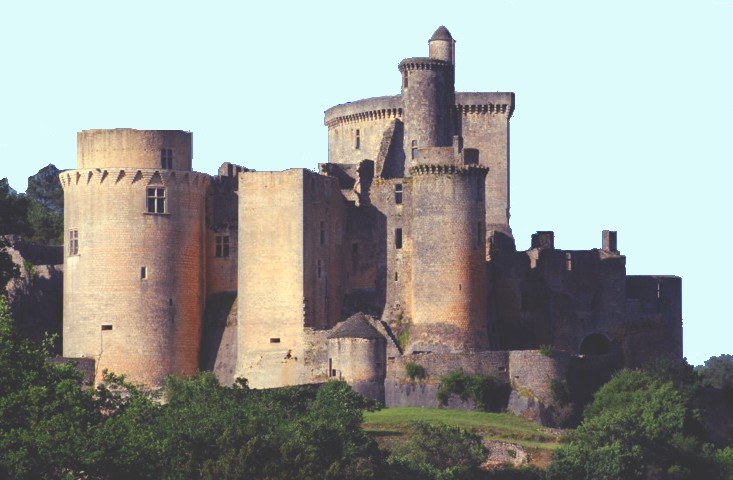
Schloss Bonaguil

- Kirche Saint-Front
- Schloss Bonaguil